# Krafton
Krafton, (en coreano: 크래프톤) estilizado como KRAFTON y anteriormente conocida como Bluehole es una compañía surcoreana que desarrolla y distribuye videojuegos con sede en Bundang-gu, Seongnam. Fundada por Chang Byung-gyu, en Seúl, en marzo del 2007, la compañía es conocida por haber desarrollado TERA (2011), PUBG: Battlegrounds (2017) y NEW STATE MOBILE (2021), los 2 últimos a través de su empresa subsidiaria: PUBG Studios. En noviembre de 2018, Bluehole fue reorganizada como una subsidiaria bajo una empresa matriz: Krafton.

## Historia
Tras el éxito de PlayerUnknown's Battlegrounds que había llevado tanto a la inversión de Tencent Holdings como a la expansión y adquisición de estudios, Bluehole optó por establecer Krafton el 5 de noviembre de 2018 para servir como sociedad de cartera y empresa matriz para sus propiedades de videojuegos. "Krafton" fue seleccionado con base en los nombres de los gremios de artesanos de la Edad Media. Kim Chang-han, el director ejecutivo de PUBG Studios, el estudió que desarrolló PlayerUnknown's Battlegrounds fue nombrado director general de Krafton.
La compañía anunció sus planes de presentar una Oferta Pública Inicial en julio de 2021, presentando su aprobación inicial para cotizar en la Bolsa de Valores de Corea en abril de 2021. La firma planea recaudar ₩ 5.6 billones (US $ 5 mil millones) en un mercado. Valoración de ₩ 30 billones (US $ 27,2 mil millones). La OPI se llevó a cabo el 10 de agosto del mismo año, mientras que su valor cayó en un 8,8% desde el precio inicial hasta la venta al final de la negociación, aun así Krafton terminó siendo valorado en 19,32 mil millones de dólares. Las acciones de varias compañías de videojuegos Chinas como extranjeras, incluyendo a Tencent Games que es la compañía de videojuegos más importante de China y una proveedora para que empresas extranjeras puedan publicar los juegos en su país también cayeron debido a las nuevas restricciones impuestas por el gobierno chino a los videojuegos por considerarlos una 'droga electrónica' y un 'oico espiritual', especialmente a los videojuegos de disparos, que según el gobierno chino fomentan la violencia. Hay que recordar que China es un mercado muy importante para la industria de los videojuegos debido a su densidad poblacional, por eso el desplome de las compañías.

## Filiales
Bluehole adquirió varios estudios de desarrollo desde su fundación. El 5 de noviembre de 2018, todas las filiales fueron reorganizadas bajo una misma empresa matriz: Krafton Game Union.

### Activos

#### Bluehole Studio
Bluehole Studio fue fundada en Seúl en marzo de 2007 por Chang Byung-gyu.  Chang estableció previamente Neowiz en 1997, junto con otros siete cofundadores, pasó a fundar el desarrollador de motores de búsqueda First Snow en 2005 y vendió esa empresa en 2006. La compañía anunció el 22 de abril de 2015 que habían cambiado su nombre a simplemente Bluehole. 
En agosto de 2017, el holding chino Tencent anunció que, tras una oferta de adquisición rechazada, había invertido una cantidad de dinero no revelada en Bluehole. Inicialmente, Bluehole negó que se hubiera realizado ninguna inversión, pero luego declaró que estaban en conversaciones con Tencent en múltiples asociaciones, incluida la adquisición de una participación accionaria en Bluehole por Tencent. Posteriormente, Tencent adquirió 1,5% de Bluehole para un total de ₩ 70 mil millones. Tencent reafirmó sus intenciones de adquirir Bluehole por completo en noviembre de 2017.  La revista coreana The Korea Times sugirió que una Oferta Pública Inicial, a través de la cual Bluehole se convertiría en una empresa pública, estaba "fuera de discusión" debido a la posición de Chang Byung-gyu como presidente de Bluehole y del comité de la Cuarta revolución industrial.  En ese momento, 38 Communications, una empresa que realiza un seguimiento de las acciones coreanas no cotizadas, valoraba a la empresa en 5,2 billones de libras esterlinas. Tencent planea invertir más 500.000 millones de libras esterlinas para adquirir un 10% más de propiedad, aumentando su participación total al 11,5%.

#### PUBG Studios
PUBG Studios (anteriormente Ginno Games, Bluehole Ginno Games y PUBG Corporation) es un estudio interno de Krafton que desarrollo PlayerUnknown's Battlegrounds (PUBG), basado en modificaciones de usuario en otros juegos de Brendan "PlayerUnknown" Greene y quien fue contratado por PUBG para convertirlo en un título completo. Originalmente, Kim Chang-han fundó Ginno Games para desarrollar MMO, pero alrededor de 2014, se vio obligado a despedir a un tercio de su personal porque su último producto no había funcionado bien. Vendió Ginno Games a Bluehole el 27 de enero de 2015, y la venta se cerrará el 27 de marzo de ese año. En ese momento, Ginno Games empleaba a 60 personas. Ginno Games cambió su nombre corporativo a Bluehole Ginno Games en mayo de 2015. Poco después de la adquisición de Bluehole en 2015, Chang-ha se acercó a Greene para ofrecerle apoyo para construir su batalla real en Bluehole Ginno, que Greene aceptó. PUBG se lanzó por primera vez en acceso temprano en marzo de 2017 como un juego muy popular. Tras el éxito de PUBG en 2017, Bluehole Ginno Games pasó a llamarse PUBG Corporation en septiembre de 2017. En diciembre del año 2020, PUBG Corporation dejó de ser una filial del estudio Bluehole, y pasó a ser un estudio interno de Krafton, cambiando su nombre a PUBG Studios.
Se estableció una segunda oficina en Madison, Wisconsin a fines de 2017, y luego se abrieron dos oficinas más en Ámsterdam y Japón.  El 12 de marzo de 2018, PUBG Studios adquirió el estudio MadGlory con sede en Nueva York, que pasó a llamarse PUBG MadGlory.
Greene, que tenía su sede en las oficinas de PUBG Studios en Seúl, dejó esa división en marzo de 2019 para dirigir una nueva subsidiaria, PUBG Special Projects, en la oficina de Ámsterdam, que luego pasó a llamarse PUBG Productions. PUBG Productions anunció su primer juego Prologue en The Game Awards 2019 en diciembre. Sin relación con Battlegrounds, Prologue se llama una exploración de la jugabilidad y la tecnología, y se dice "para brindar a los jugadores experiencias únicas y memorables, todas y cada una de las veces que juegan".
PUBG Mobile anunció un nuevo modo Metro Royale con la actualización beta 1.1. Lo más destacado de la actualización se informó como dos nuevos mapas, armas preconfiguradas, introducción de bandidos ágiles, nueva arma llamada Tikhar, nuevo equipo de visión térmica / visión nocturna, nuevo rifle Tikka y un mercado negro especial, junto con algunos desafíos únicos como, monstruos especiales y más. El 9 de noviembre de 2020, se anunció que Krafton participará en G-Star 2020 para presentar su próximo juego multijugador en línea Elyon, un reality show de deportes electrónicos donde celebridades y streamers ingresaron a una escuela especial especializada en campos de batalla para conducir episodios y charlas relacionadas con PUBG Serie 3. Celebridades (G) I-dle 'sSong Yuqi y Ailee y los streamers Chyo Man y Choi Kwang-won aparecieron en el programa.
En febrero del 2021, PUBG Studios anunció el desarrollo de PUBG: New State, la secuela de PUBG: BATTLEGROUNDS y su versión móvil ambientado en el futuro (2051). Drones, escudos, personalización de armas, miras neón, revivir compañeros y 'reclutar' enemigos noqueados son solo algunas de las nuevas mecánicas de PUBG: NEW STATE. A finales de octubre, Krafton anunció públicamente mediante un tráiler que el juego sería lanzado el 11 de noviembre de 2021 e informó mediante una presentación que hasta la fecha el juego había superado los 55 millones de prerregistros en Google Play y App Store.
El 11 de noviembre de 2021, PUBG: NEW STATE fue lanzado con éxito en todo el mundo.
El 27 de enero de 2022 se anunció un cambio de nombre, pasando de llamarse "PUBG: NEW STATE" a llamarse "NEW STATE MOBILE", según Krafton esto se hizo para crear una experiencia única centrada en dispositivos móviles, y a través de ese cambio lo estaban llevando a la práctica. Posteriormente, el cambio se hizo efectivo en todas las plataformas.

#### Striking Distance Studios
En junio del 2019, se abrió un nuevo estudio llamado Striking Distance junto con Glen Schofield, cofundador de Sledgehammer Games. Striking Distance, encabezado por Schofield como director ejecutivo, está listo para desarrollar juegos basados en la narrativa PUBG. El primer juego del estudio es The Callisto Protocol, un juego de terror de supervivencia en una cárcel futurista de Calisto ambientado en el universo PUBG. Fue publicado el 2 de diciembre de 2022, con críticas sobre su mediocridad y mal rendimiento, además de no cumplir con las expectativas de ganancias del estudio.

#### RisingWings
RisingWings es una empresa de desarrollo de juegos formada por la fusión de Pnix y Delusion. RisingWings es responsable de haber desarrollado Archery King, Golf King, Castle Craft: World War y otros juegos móviles.

#### Dreamotion Inc.
Dreamotion fue fundada en 2016. Son los desarrolladores y editores de los juegos GunStrider: Tap Strike, Road to Valor: World War II, Ronin: The Last Samurai, entre otros. Esta empresa de Corea del Sur de desarrollo de juegos fue adquirida por Krafton el 13 de mayo de 2021.

#### Thingsflow
Thingsflow Inc., es una empresa de producción de contenido interactivo conocida por Hellobot, una plataforma de contenido basada en chat que permite a los usuarios interactuar con personajes controlados por bots a través de aplicaciones dedicadas y servicios de mensajería. Desde mayo de 2021, Hellobot tiene más de cuatro millones de usuarios en Corea y Japón. Esta empresa fue adquirida por Krafton el 29 de junio de 2021.

#### Unknown Worlds Entertainment
Unknown Worlds Entertainment, con sede en San Francisco, California es una empresa fundada en 2001 conocida por haber desarrollado juegos como Natural Selection, Subnautica, Zen of Sudoku, entre otros. Esta empresa fue adquirida por Krafton en octubre de 2021.

#### 5minlab Corporation
5minlab es una empresa de Corea del Sur fundada en 2013, conocida por desarrollar Smash Legends, Baam Squad, Toy Clash, entre otros. También se conoce por el desarrollo de sistemas de transmisión de programas de preguntas y respuestas en vivo y el suministro de software y contenidos AR/VR a grandes corporaciones y compañías de transimsión. Esta empresa fue adquirida por Krafton en febrero de 2022.

### Descontinuados

#### L-Time Games
L-Time Games fue fundada en junio de 2009. La compañía atrajo una inversión de ₩2 billones de wones y una de ₩5 billones de wones por parte de Knet Investment Partners e IMM Investments respectivamente. En enero de 2014 L-Time Games fue adquirida y fusionada a Krafton.

#### Maui Games
Maui Games fue una empresa desarrolladora de juegos móviles fundada en 2013 por Woonghee Cho, anteriormente encargado del desarrollo empresarial para Neowiz. El 16 de enero de 2015, Krafton anunció que adquirirían la compañía, transacción la cual se completó en octubre del mismo año. Sin embargo, en la junta de accionistas de enero de 2017 se anunció que la empresa entraría en liquidación. Solo una fracción del total de empleados fueron recontratados en Krafton.

#### Pnix
Pnix (anteriormente Bluehole Pnix) fue un desarrollador de juegos móviles. La compañía se fundó como Pnix Games en 2012.  Krafton anunció que había adquirido Pnix Games, junto con Squall, el 22 de abril de 2015. Pnix Games cambió su nombre corporativo a Bluehole Pnix en junio de 2016. El nombre corporativo volvió a cambiar a Pnix en 2018 después de ser una subsidiaria de Krafton. En 2020, Pnix se fusionó con Delusion para formar RisingWings, un nuevo estudio propiedad de Krafton.

#### Squall
Squall (anteriormente Bluehole Squall) era un desarrollador de juegos móviles. La compañía fue fundada como Squall por Park Jin-seok, miembro fundador de Neowiz, en 2013. Krafton anunció que habían adquirido Squall, junto con Pnix Games, el 22 de abril de 2015.  Squall cambió su nombre corporativo a Bluehole Squall en marzo de 2016. El nombre de la empresa volvió a cambiar a Squall en 2018 después de ser una subsidiaria de Krafton. Krafton lo cerró después de conflictos internos en 2020.

#### Red Sahara Studio
Red Sahara Studio fue un desarrollador de juegos móviles dirigido por Lee Ji-hoon. El 12 de marzo de 2018, Krafton completó la adquisición del estudio en un acuerdo de intercambio de acciones. Red Sahara estaba desarrollando un juego móvil basado en TERA.

#### Delusion Studio
Delusion Studio se fundó en abril de 2011 y está dirigido por Kang Moon-chul. El 22 de junio de 2018, Krafton anunció la adquisición del estudio. Delusion desarrolló juegos móviles como Guardian Stone, Jellipo, House of Mice y, sobre todo, Castle Burn. En 2020, Delusion se fusionó con Pnix para formar RisingWings.

#### En Masse Entertainment
En Masse Entertainment fue el brazo editorial norteamericano de Krafton. La compañía se estableció como Bluehole Interactive en junio de 2008. El 26 de febrero de 2010, la compañía anunció que había cambiado su nombre corporativo a En Masse Entertainment.
En septiembre de 2020, En Masse Entertainment anunció que cerraría sus oficinas después de 10 años de servicio en la industria del juego, donde se decidió que Bluehole Studio publicaría la versión de consola de TERA a nivel mundial , asumiendo el control de un papel de autoedición, en lugar de En Masse Entertainment, mientras que la versión para PC sería publicada por Gameforge.

## Videojuegos
| Publicado | Título                      | Plataforma(s)                                                                                    | Estudio(s)                   |
| --------- | --------------------------- | ------------------------------------------------------------------------------------------------ | ---------------------------- |
| 2011      | TERA                        | Microsoft Windows, PlayStation 4, PlayStation 5, Xbox Series X/S                                 | Bluehole Studio              |
| 2014      | Subnautica                  | Microsoft Windows, Mac, Xbox One, PlayStation 4                                                  | Unknown Worlds Entertainment |
| 2015      | Devilian                    | Microsoft Windows                                                                                | Bluehole Studio              |
| 2017      | PUBG: Battlegrounds         | Microsoft Windows, PlayStation 4, Xbox One, Android e IOS, Google Stadia                         | PUBG Studios                 |
| 2017      | Elyon                       | Microsoft Windows                                                                                | Bluehole Studio              |
| 2017      | Mini Golf King              | Android e IOS                                                                                    | RisingWings                  |
| 2019      | Road to Valor: World War II | Android e IOS                                                                                    | Dreamotion                   |
| 2019      | Mistover                    | Microsoft Windows, PlayStation 4, Nintendo Switch                                                | Krafton                      |
| 2019      | Golf King                   | Android e IOS                                                                                    | RisingWings                  |
| 2020      | Thunder Tier One            | Microsoft Windows                                                                                | Krafton                      |
| 2020      | Ronin: The Last Samurai     | Android e IOS                                                                                    | Dreamotion                   |
| 2021      | Subnautica: Below Zero      | Microsoft Windows, Mac, PlayStation 4, PlayStation 5, Xbox One, Xbox Series X/S, Nintendo Switch | Unknown Worlds Entertainment |
| 2021      | Castle Craft: World War     | Android e IOS                                                                                    | RisingWings                  |
| 2021      | NEW STATE MOBILE            | Android e IOS                                                                                    | PUBG Studios                 |
| 2021      | Battlegrounds Mobile India  | Android e IOS                                                                                    | Krafton                      |
| 2022      | Dinkum                      | Microsoft Windows                                                                                | James Bendon                 |
| 2022      | The Callisto Protocol       | Microsoft Windows, PlayStation 5, Xbox Series X/S                                                | Striking Distance Studios    |
| 2022      | Smash Legends               | Android, iOS, Microsoft Windows                                                                  | 5minlab                      |
| TBA       | inZOI                       | TBA                                                                                              | Krafton                      |